# Basc
El basc, també anomenat èuscar o eusquera (en basc euskara o, segons el dialecte, euskera, eskuara, eskara, uskara o üskara), és una llengua aïllada (sense relació amb cap família lingüística coneguda) parlada actualment en bona part de la Comunitat Autònoma del País Basc i part de Navarra (a l'estat espanyol) i al País Basc del Nord (departament de Pirineus Atlàntics, Aquitània, a l'estat francès). En l'actualitat la llengua basca es considera l'única llengua preindoeuropea supervivent a Europa. Antigament el seu àmbit lingüístic abastà tota Aquitània, La Rioja, zones de les actuals Cantàbria i províncies de Santander i Sòria, els Pirineus aragonesos i part dels catalans i Andorra.
Avui en dia, el basc està present en noms d'empreses, institucions, agents polítics i socials, així com en rètols i senyalitzacions, a la zona compresa per la Comunitat Autònoma Basca, Navarra i Iparralde. Encara que fins no fa molt es trobava en una situació crítica a la part sud (va estar prohibit parlar-la a alguns llocs i estava prohibit a les escoles durant la dictadura franquista) ha iniciat una lenta millora. No obstant això, a la part nord dels Pirineus hi ha zones en les quals està en regressió.

## Origen i història de la llengua

Evolució territorial de les llengües del sud-oest d'Europa des del

### Desenvolupament del basc a la península Ibèrica
El basc és una llengua de tipologia aglutinant i genèticament aïllada, és a dir, no mostra un origen comú clar amb altres llengües, la qual cosa ha portat a diverses hipòtesis, algunes científiques i d'altres més aviat fantàstiques. Es tracta de l'única llengua pre-romànica de la península Ibèrica i de l'única llengua preindoeuropea d'Europa i, per tant, la més antiga o una de les més antigues del continent. Recentment, alguns lingüistes com Merritt Ruhlen i John Bengtson han proposat una superfamília anomenada llengües dené-caucàsiques que inclouria, entre d'altres, les llengües caucàsiques i el basc. Ja Juli Cèsar coneixia la seva existència en la seva conquesta de les Gàl·lies, quan en la seva obra va dir que l'aquità (el basc antic) no era una llengua celta.
Estesa inicialment molt més enllà dels territoris que ocupa avui (Aquitània i tot el Pirineu fins a la zona de l'Ebre) ha anat retrocedint per la pressió inicial del llatí a l'època romana, que va suposar una primera minva del solar del basc, que no aconseguiria remuntar contra els seus successors, el gascó i el navarro-aragonès, i probablement també del català, ja que segons el filòleg Joan Coromines i Vigneaux al voltant de l'any 1000 encara es parlava un dialecte basc al Pallars, i és molt nombrosa la toponímia basca a Catalunya (com Esterri, Gerri, Àger, Andorra, Ur, Urgell, Aran). I posteriorment per l'empenta del castellà i del francès.

### La unificació del basc

Els diferents dialectes del basc

L'euskara batua (en català "basc unificat") va ser creat a partir de l'any 1968, impulsat per la necessitat de proporcionar als parlants una norma unificada per al registre culte, atesa la inviabilitat de publicar en cada un dels dialectes. És una barreja de tots els dialectes, especialment el de Guipúscoa, el més central.
Tot i que s'havia estat discutint sobre la normalització gairebé des dels inicis de la literatura basca, va ser en la dècada del 1950 quan hom va voler abordar la qüestió definitivament, en considerar això necessari si es volia garantir la supervivència de l'idioma.
Al Congrés d'Arantzazu, celebrat el 1968 i convocat per l'Euskaltzaindia (Reial Acadèmia de la Llengua Basca), es van establir les línies mestres d'allò que després seria l'euskara batua, que actualment és la versió normalitzada de l'idioma, la més usada en l'ensenyament, l'administració pública, els mitjans de comunicació i en la major part de la producció escrita en aquesta llengua.

### Primers escrits
El text més antic d'aquesta llengua trobat fins ara seria la mà d'Irulegi: una inscripció del segle i aC trobada a finals del 2022 a Navarra. La llengua ha estat identificada com a protobasc escrita amb un alfabet semblant a l'iber nord-oriental. Al text s'hi reconeix l'expressió «Sorioneku» (basc modern: Zorioneko) que significa «de bona fortuna».
Del segle ii són diverses paraules aparegudes en epitafis a Aquitània, investigades per primera vegada per Achille Luchaire, després per Julio Caro Baroja i Koldo Mitxelena, i en èpoques més recents per Joaquín Gorrochategui. Al municipi navarrés de Lerga (Estela de Lerga) es va trobar una estela funerària hispano-romana amb antropònims indígenes, datada en el segle i. Mitxelena troba coincidències entre la inscripció de Lerga i alguns noms trobats a Aquitània.

### Literatura clàssica
Deixant de banda aquests antecedents, juntament amb altres manuscrits trobats al segle xx, el que hom podria considerar el primer clàssic de la literatura en basc va ser l'obra ascètica Gero (Després) del també sacerdot Pedro de Agerre Azpilikueta, impresa per primera vegada l'any 1643 a Pau. La seua prosa es va prendre com a exemple del bon escriure entre els escriptors tant al nord com al sud del Pirineu. Manuel de Larramendi es refereix a Axular com a mestre i en el segle xx es va proposar el dialecte en què es va escriure (labortà clàssic) com a model per a l'euskara batua o basc unificat, per la qual cosa el labortà compliria la mateixa funció que el toscà en la unificació de la llengua italiana. A les dècades de 1950 i 1960, Federico Krutwig va ser el principal defensor d'aquest model i va ser seguit per persones com Gabriel Aresti i Luis Villasante. Per bé que en els inicis va guanyar suports, finalment la proposta va acabar sent rebutjada per la majoria dels escriptors i estudiosos perquè es trobava massa allunyada de la base sociològica de la llengua.
Fins molt tard els escriptors laics van ser una excepció i la majoria de les obres publicades van ser de temàtica religiosa, limitant-se principalment a traduccions de doctrines i catecismes, biografies de sants i alguns tractats teologicofilosòfics. Entre les obres que tracten temes profans trobem gramàtiques, apologies (que pretenien demostrar la puresa i perfecció de la llengua dels bascos, per bé que quasi totes les obres d'aquest tipus van ser escrites en castellà), antologies de refranys i poemes, a més d'obres del teatre tradicional basc o pastorals.
En el segle xviii, un dels grans dinamitzadors culturals i polítics de Bascònia va ser el pare jesuïta Manuel Larramendi (1690-1766), qui va ser l'autor d'una gramàtica i d'un diccionari bascongat. La seua influència va marcar un abans i un després en la literatura basca. S'ocupava de corregir els manuscrits de molts escriptors de la seua època abans d'imprimir-los, i hom el pot considerar un dels líders o referents del seu temps.

### El Basc a la costa atlàntica
Al segle xvii existiren el pidgin basc-islandès que fou un pidgin parlat a Islàndia amb paraules d'origen basc, germànic, i de llengües romàniques, i el pidgin basc-algonquí usat per les tribus micmac, montagnais i possiblement alguna altra tribu i pels mariners bascos de la caça de balenes a les costes de Terranova i Labrador.

### Època moderna
En la segona meitat del segle xix, la derrota en les Guerres Carlistes i els canvis que s'estaven donant en la societat van originar una certa preocupació sobre el futur de la llengua, la qual cosa va motivar la fundació d'associacions com la Sociedad Euskara de Navarra, la celebració de certàmens literaris i jocs florals i l'aparició de les primeres publicacions en basc. La lingüística europea va començar a interessar-se per ella i es va començar a estudiar la llengua de manera científica. Van florir la literatura i els folkloristes i musicòlegs es van interessar per recuperar la tradició oral. El 1918 es va fundar l'Eusko Ikaskuntza (Societat d'Estudis Bascos) amb el patrocini de les quatre diputacions basconavarres i un any després l'Euskaltzaindia (Acadèmia de la Llengua Basca).
Per contra, alguns intel·lectuals bascos de l'època com Miguel de Unamuno cridaven a acceptar amb dolor i resignació la mort del basc, llengua amb la qual -segons ell- no podien transmetre's idees abstractes. El filòsof arribava a afirmar en moments de pessimisme depressiu íntim que els bascos havien d'abandonar la seua llengua i tradicions per tal de poder entrar, així, en la modernitat espanyola.
Essent aquesta postura, amb algunes excepcions, la majoritària entre l'esquerra i el liberalisme bascos d'aquell moment, tant a Espanya com a França, els majors defensors de la llengua van ser els sectors foralistes, tradicionalistes i nacionalistes.
Entre el 1848 i el 1936 es va produir l'anomenat euskal pizkundea o renaixement basc, quan hom troba la poesia cultista d'autors com Nicolás Ormaetxea Orixe, Xabier Lizardi o Esteban Urkiaga Lauaxeta, impregnada de l'estil dels poetes simbolistes. Tanmateix, la Guerra d'Espanya i el seu desenllaç van posposar aquella etapa de maduració literària i social.
La identificació del basc amb la vida rural i, per tant, amb una idealitzada Arcàdia basca, tan atractiva per a molts bascos, va haver de durar fins al relleu generacional dels anys cinquanta i seixanta. És llavors quan, en un ambient d'efervescència cultural i política, el basc es va començar a escoltar a la boca dels joves universitaris i ambients urbans.

### Història interna
S'entén per història interna d'una llengua a l'anàlisi tant diacrònica com sincrònica dels documents d'una llengua. En el cas del basc aquests documents serien les inscripcions d'Aquitània, la literatura oral i tradicional medieval en basc, els versos de Bernard Etxepare, la Bíblia protestant de Joannes Leizarraga, etc.
La història interna del basc se sol classificar en els següents períodes:
- Pre-protobasc: reconstrucció deductiva realitzada entre altres Joseba Lakarra, Joaquín Gorrochategui i Iván Igartua del basc parlat en temps anteriors l'arribada dels celtes.
- Protobasc: reconstrucció realitzada per Koldo Mitxelena (i en menor mesura de Larry Trask) del basc parlat d'ençà el segle v aC fins a l'any zero aproximadament.
- Basc arcaic (també anomenat històric o aquità): atestat entre els segles I i III dC en inscripcions llatines o monedes en tots dos costats dels Pirineus.
- Període fosc (i el basc comú): d'ençà el segle iv fins al segle x, amb la consolidació del Regne de Navarra. Entre els segles V-VI es trobaria l'anomenat basc comú, del que haurien nascut els dialectes del basc en èpoques posteriors.
- Basc medieval: desenvolupat entre els segles XI-XV, se centra principalment en fonts documentals monàstiques.
- Basc clàssic: entre els segles XVI-XVIII es desenvolupa la literatura basca principalment i es tenen els primers testimoniatges dels dialectes literaris i parlats com a tal.
- Basc modern: encara que la literatura en el País Basc del Nord no perd la seva importància, aquesta es trasllada a la Bascònia continental entre els segles xviii-XX.
- Basc batua: a partir del 1968, la Reial Acadèmia de la Llengua Basca, prenent com a base les directrius de Koldo Mitxelena, Txillardegi i Luis Villasante (entre altres), comença a adoptar una sèrie de normes a la recerca d'un basc literari unificat, també anomenat euskara batua.

### Retrocés del basc

Possible evolució territorial del domini lingüístic del basc en els últims 2.000 anys.

Des dels últims 3.000 anys (almenys) es creu que el basc ha anat retrocedint malgrat haver tingut en èpoques medievals moments d'expansió també. Entre els molts factors a tenir en compte el desprestigi que ha sofert és un dels més importants, car ha sortit perdent enfront de les llengües romàniques hereves de la tradició llatina en la majoria dels casos.
Altres factors:
- La literatura ha estat escassa i poc coneguda, puix en la majoria dels casos s'utilitzaven les llengües considerades cultes: llatí, castellà, francès, etc.
- Fins al Concili Vaticà II la litúrgia es realitzava exclusivament en llatí al País Basc, exceptuant el brot efímer de protestantisme del segle xvi en la Bascònia del Nord que va donar com a fruit la Bíblia calvinista de Leizarraga.
- El basc no ha estat llengua oficial de cap divisió administrativa o política.
- No ha estat utilitzada en el sistema escolar fins al segle xix.

Els límits del basc en temps antics es corresponien amb els següents:
- A l'est, al territori que actualment és Catalunya hi ha presència de topònims bascos com la Vall d'Aran (Aran, vall en basc), la qual cosa ha portat a pensar a alguns que el basc va poder estendre's fins a la costa catalana. Del que no hi ha dubte és que els topònims de la província d'Osca no són casuals: Garin, Jabierre, Bellara, Esterri, Ayerbe, Alastuey... A més existeixen documents del segle xiv que ens diuen que al mercat de la ciutat d'Osca la gent dels voltants parlava la llengua basca. No obstant això, Manuel Benito Moliner, de l'Institut d'Estudis Altaragonesos, indica que en el cas del topònim Alastuey el seu origen no està en la llengua basca, sinó en les llengües cèltiques.[11]

### Raons de la supervivència del basc
Malgrat la reculada soferta durant els dos últims segles, el basc és una de les poques llengües preindoeuropees que ha sobreviscut. Cinc són les raons que se subratllen a l'hora d'explicar aquest fenomen:
- La desaparició de l'Imperi Romà.[12] Si això no hagués ocorregut el llatí imperial hauria desgastat en uns segles la lingua navarrarorum, igual que va fer amb la resta de llengües ibèriques preromàniques, puix tal era la força del llatí que el gal·lès i el basc són les úniques llengües d'Europa occidental que han sobreviscut estant sota domini romà.
- Escàs radi d'influència de les ciutats (Pamplona, Iruña-Veleia i Baiona) per no dir que gairebé inexistent en el cas de la costa i zones muntanyenques. A banda i banda dels Pirineus la influència occidental que arribava de l'est va ser gairebé inapreciable.
- Rebuig dels reis visigots. Als segles posteriors a la caiguda de l'Imperi Romà, els bascons no van acceptar de bona gana que les invasions visigòtiques i franques intentessin prendre el control dels seus territoris, enfrontant-se a ells probablement no només en termes militars.[13]
- Cristianització tardana. Koldo Mitxelena ens diu el següent: "Tenint en compte la ruïna que va suposar l'expansió del cristianisme en les llengües de cada territori, que el basc hagi sobreviscut és una prova més que les creences cristianes es van estendre tard en aquestes terres" Pel que sembla a les terres de l'anomenat Saltus Vasconum el cristianisme no hauria arribat fins al segle x.[13]
- Estructura idiomàtica totalment diferent a les llengües confrontants. Potser actualment això pugui considerar-se un problema i una basa que juga en contra de la seva supervivència, però en aquella època probablement va impedir que el basc fos absorbit per les llengües romàniques o celtiberes en els seus diferents moments d'expansió.

## El substrat basc a Catalunya

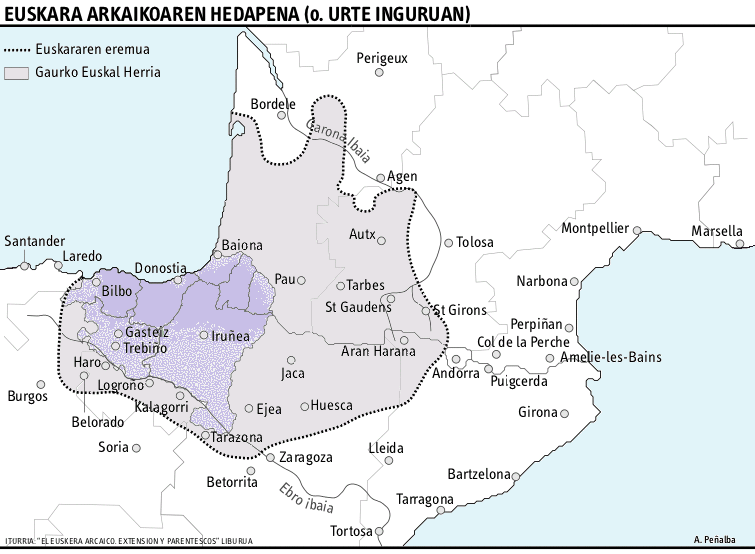
Extensió possible del protobasc a l'any 1 d.C.

Segons el filòleg Coromines la llengua basca, o una llengua d'un grup lingüístic bascoide, es conservà parlada a l'Alt Pallars i l'Alta Ribagorça fins als volts de l'any 1000. S'han conservat els noms bascos dels pobles de la Vall de Cardós, un dels últims reductes medievals del basc a Catalunya.
La toponímia del Pirineu català s'explica fàcilment acudint a unes arrels basques: Esterri i Gerri probablement deriven d'herri que vol dir 'poble'. Besiberri podria venir de les paraules bizi berri amb el significat de vida nova. Benavarri de la Franja de Ponent també té origen basc, com Àger de la comarca de la Noguera, que voldria dir lloc o turó fortificat.
Urgell és possiblement derivat d'ur (aigua), com el municipi d'Ur.
Andorra també té origen basc, ja que en llengua basca antiga vol dir "riu de pedres". A la província de Terol també trobem un poble que es diu Andorra i que podria tenir el mateix origen.
El Pont de Suert vol dir "el pont del poble del pont", del basc "zubi" (pont) i "iri" (poble), que formen Suert, més el mot català "pont".
Un cas molt clar és el de la Vall d'Aran (haran en el basc actual vol dir 'vall').
En l'aranès trobem molta influència basca com en tots els subdialectes del gascó, dialecte de la llengua occitana parlat a la zona de substrat basc (Aquitània, Pirineus centrals i occidentals), el qual, (com el castellà) per haver-se originat en contacte amb el basc, té algunes característiques on ha influït un substrat basc. Aquest és el cas de la fonètica, en especial el vocalisme, en les cinc vocals bàsiques i l'emmudiment de la "f". Així, en aranès, "festa" es diu hèsta i "farina" haria. El basc, en no tenir el fonema "f", o l'emmudia o el convertia en un altre so; així la "figa", en llatí clàssic ficus, passa a figo en llatí vulgar i en basc a piku.
En el català nord-occidental, sobretot en el pallarès i el ribagorçà i en el del Pirineu de substrat basc, també és notable la influència basca en la fonètica, com en el vocalisme, la pèrdua del so neutre, o la pronunciació dels sons muts.
La paraula catalana esquerra, castellana izquierda i galaicoportuguesa esquerda, provenen de la basca ezkerra.
També la samarra o samarreta és una paraula d'origen basc.

## Literatura basca
Literatura basca és la literatura feta en basc al territori de les set províncies del País Basc: Biscaia, Guipúscoa, Àlaba, Navarra, i les tres d'Iparralde.
La literatura popular oral és molt rica; la literatura escrita, al contrari, ha estat d'aparició tardana, escassa i sense cap influència més enllà del mar geogràfic de Bascònia. A més ha estat gravada per la fragmentació en diversos dialectes, entre els quals els de major tradició literària són el labortà, el guipuscoà, el biscaí i el suletí.
Els texts literaris més antics són fragments de cants relatius a les lluites dels ss XIV i XV, així com el vocabulari de Picaud del segle xii, però a les Glosas Emilianenses (s. X) apareixen els primers texts en euskera. Entre els conservats hi ha els que narren la derrota de Pedro de Avendaño, cap dels onyacins, i la crema d'Arrasate (Mondragón). Pel cant de Basajaun Bereterretxe'tar, que narra l'assassinat d'un jove, podem fer-nos una idea del que deuen haver estat molts poemes avui perduts. Molts cants antics han sobreviscut gràcies a Esteban Garibai (1533-1599), alcalde d'Arrasate i cronista reial, dins el compendi Compendio de historia de las crónicas y universal historia de todos los reynos de España (1571). Per altra banda, l'humanista francès François Rabelais publicà al seu Gargantua (1534) discursos en euskera.
El primer llibre publicat en basc va ser Lingua Vasconum Primitiae de Bernard Etxepare el 1545. Es té coneixement d'aquesta obra per l'únic exemplar conservat a la Biblioteca nacional de París. Segons es pot inferir de les opinions dels seus contemporanis, no va ser apreciat per les seves metres populars propis del bertsolarisme. Els seus versos van ser musicats a la fi del segle xx per Benito Lertxundi, Xabier Lete i el grup Oskorri, entre d'altres, convertint-los en cançons populars. Actualment els seus poemes han adquirit el caràcter gairebé d'himne entre els sectors de la cultura euskaldun i en defensa de l'euskera, sent recitats en tot tipus d'actes culturals i populars.
Les característiques principals de la literatura basca són les següents:
- És fruit d'una llengua sense oficialitat ni unitat: Haver nascut en una comunitat de parlants tan reduïda ha tingut un important impacte en la literatura escrita, sobretot a mesura que avança la història i els límits de les llengües i pobles s'afebleixen i difuminen. La història de la llengua basca es diu que és la història de la seva supervivència i la d'un poble cosa que marcarà a tots els autors, convertint juntament amb la temàtica religiosa el compromís (els primers passos serien l'apologisme de Larramendi) cap al basc un dels pilars al voltant dels quals giraran diferents moviments.
- Ha nascut entre estats les llengües dels quals són romàniques: El País Basc es troba entre el que han estat els centres culturals i polítics d'occident, sent aquests estats competidors entre si dipositaris de la tradició llatina. És per això que aquest poble que ha guardat la seva antiga parla ha rebut la influència llatina, que es veu reflectida sobretot en l'Escola de Sara i altres autors religiosos de l'època a causa de l'ús abundant de cites a autors clàssics i cristians que aquests feien en els seus textos en prosa.
- Ha tingut com a finalitat principal l'ensenyament religiós: El pare Barandiarán (tal com recull Martín Ugalde en la seva Síntesi de la història del País Basc o el mateix religiós en el seu Home Primitiu al País Basc) va defensar en vida la cristianització tardana del poble basc, al·legant que en la mateixa Navarra fins al segle xx s'havien conservat creences paganes en idiosincràsia amb les cristianes. És aquesta la raó que es veu darrere de la insistència de l'església catòlica per cristianitzar i estendre el catecisme entre el poble valent-se del basc (després de la Contrareforma). Aquesta religió és de vegades imposada per la política del moment, però en altres ocasions l'Església Catòlica mateixa va utilitzar el propi idioma (el basc) i la literatura com a mur contra els canvis i noves ideologies sorgides, aquest seria el cas del protestantisme o dels enfrontaments periodístics de Jean Hiriart-Urruti i els republicanistes francesos.
- La poesia sempre ha tingut més pes que la prosa: Així ha estat el començament de la majoria d'idiomes, ja que la prosa exigeix un lector, és a dir, gent alfabetitzada que la llegeixi. Els cants, bertsos, eresiak i cants, només necessiten ser recitats. És per això, que com en altres literatures, són abundants les cobles i cants de melodies que eren i són conegudes pel poble. Fruit també d'això seria l'abundància de composicions líriques de caràcter popular, enfront de la poesia culta, que gairebé fins a finals del segle xix no aconseguiria desenganxar-se de la influència del bertsolarisme en l'ús de metres sobretot.
- Escassa implantació de la impremta o la "problemàtica de la impremta": A diferència a de les llengües romàniques pel que sembla la impremta va tenir escassa implantació de manera que obres no religioses com Peru Abarca van haver de ser transmeses mitjançant manuscrits fins i tot a finals del segle xviii. S'ha debatut molt i tret poc en clar, s'al·lega d'una banda l'existència d'una censura tant a França com a Espanya durant els segles posteriors al cisma d'occident, d'altra banda que no existia suficient producció per a la implantació d'aquestes o la no necessitat d'aquestes per les autoritats, que s'haurien valgut d'altres mitjans per transmetre edictes reals i semblants. Tal com demostra la publicació d'edictes reials en basc durant el Regne de Navarra, la impremta havia estat implantada a Bascònia per tant un dels arguments seria rebutjat (encara que la majoria de textos religiosos eren publicats fora d'Euskal Herria i l'existència d'un edicte de 1766 del Comte d'Aranda prohibint publicar en basc (1766)),[14] però el de la censura cobraria força a la llum dels llargs períodes que passaven les obres entre que eren escrites, passaven la censura de la inquisició i finalment publicades. Aquest va ser el cas de Juan de Tartas, les obres del qual tot i ser religioses van trigar a ser impreses i a més (com en el cas d'altres autors de l'època) van patir l'anomenat "mal de la impremta". És a dir, l'alteració de l'obra a causa de l'ortografia afrancesada i la supressió de la majoria dels signes de puntuació, fins al punt de ser extremadament complicada la seva lectura i comprensió.
- El seu estudi és relativament recent: Exceptuant el cas d'Oihenart potser, no hi ha hagut cap autor que, fins ben entrat el segle xix, s'hagi interessat per la història de la literatura en basc, la qual cosa afegit a la problemàtica de la impremta ha fet que descobriments com el manuscrit de Joan Amendux (1969), Ibarguen-Chopin o Lazarrraga (2004) hagin revolucionat el que se sabia fins ara, sobretot pel que fa a la literatura medieval.

## Ús i distribució

### Distribució geogràfica
Dins l'estat espanyol es parla a les tres províncies del País Basc (Àlaba, Biscaia i Guipúscoa) i a la Comunitat Foral de Navarra. Dins l'estat francès es parla en una zona integrada dins del departament de Pirineus Atlàntics, als territoris de Lapurdi, Baixa Navarra i Zuberoa; aquests tres últims habitualment hom els denomina País Basc Nord (Iparralde en basc, "El Nord" o Ipar Euskal Herria, "País Basc Nord").
El basc era parlat per la majoria dels habitants de les zones bascoparlants històriques abans de la industrialització. Segons les dades del 1867 estudiades per Ladislao de Velasco, el parlaven 170.000 dels 176.000 habitants de Guipúscoa, 149.000 dels 183.000 biscaïns (dels quals 6.000 eren estrangers i 28.000 vivien al districte de Balmaseda-Encartaciones, on no es parla des de temps remots), 12.000 dels 120.000 alabesos, 60.000 dels 300.000 habitants de Navarra i 80.000 dels 124.000 habitants del País Basc Nord.
Segons un estudi fet el 2006 per l'Eustat a la Comunitat Autònoma del País Basc, el 60% dels habitants entenia i parlava basc bé o amb alguna dificultat. 775.000 persones parlaven i entenien bé la llengua mentre que 459.000 ho feien amb dificultat. Els bascoparlants han augmentat en 118.000 en el període de 2001 a 2006. Per províncies, el 53% dels guipuscoans, el 31% dels biscaïns i el 25% dels alabesos són bascoparlants. A Navarra només el 18% de la població parla basc, i un percentatge semblant al País Basc Nord.

### Situació sociolingüística de la llengua basca

Distribució dels parlants de basc al País Basc

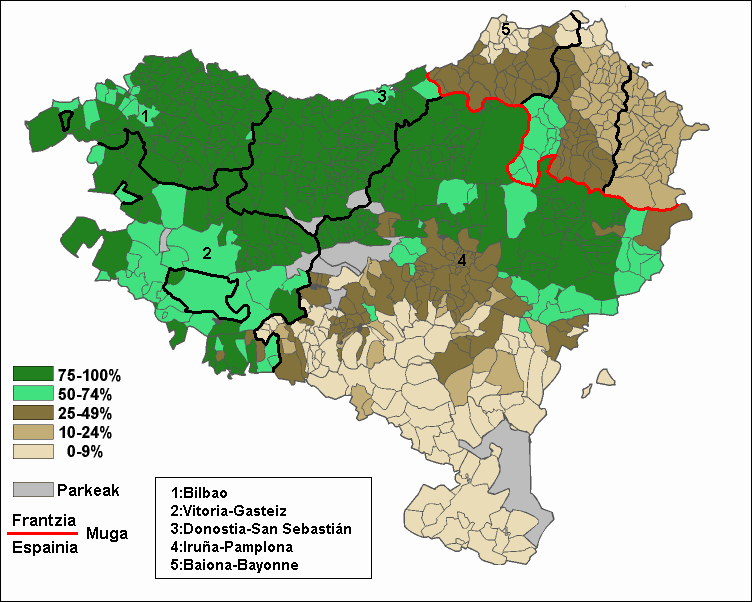
Percentatge d'alumnat matriculat en basc (2000-2005).

El poble basc té el seu propi idioma, el basc, a part de l'espanyol i el francès. També trobem de manera molt més minoritària el gascó i el romaní que han conservat alguns dels gitanos autòctons.
Avui dia, pràcticament tots els bascos parlen les respectives llengües estatals (espanyol i francès). A tot el País Basc aproximadament un terç dels bascos parlen basc, una llengua no indoeuropea. Aquesta llengua única i aïllada ha cridat l'atenció de molts lingüistes, que han tractat de descobrir la seva història i el seu origen.
A la zona del Baix Adur, que inclou les poblacions labortanes de Baiona o Anglet el gascó (dialecte de l'occità) és la llengua tradicional (el basc parlat actualment es va introduir a partir del segle xix a causa de la migració de la població bascoparlant de l'interior). A causa d'això, aquesta zona és considerada pels occitanistes com a part de Gascunya i actualment és una zona trilingüe.
La població bascoparlant està en ascens, fonamentalment a causa de la cooficialització del basc en els tres territoris de la Comunitat Autònoma del País Basc, el seu suport i foment per les institucions i la seva implantació en el sistema educatiu. A Navarra el basc té la consideració de llengua pròpia juntament amb el castellà encara que no és cooficial a tot el territori, mentre que al País Basc Nord ni tan sols és oficial, encara que es permet el seu ensenyament.
El 2003 el Departament de Cultura del Govern Basc destacava que mentre que al País Basc el percentatge de població bascoparlant pujava 5 punts, a Navarra amb prou feines ho feia 1, mentre que al País Basc Nord descendia en 9 punts. Això va fer una pujada de 3 punts percentuals en total.
La VI Enquesta Sociolingüística mostra una tendència continuada de l'augment de bascoparlant al territori basc. Entre 1991 i 2016, la població bascoparlant ha passat d'un 22,3% a un 28,4%, especialment entre la població més jove. Encara que de forma desigual, la millora s'observa en totes les regions.
A Euskadi, un terç dels habitants són bascoparlants, havent augmentat en un 9,8% els darrers 25 anys. Aquesta millora es deu principalment a l'augment entre la població més jove, que arriba fins al 71,4% de bascoparlants entre 16 i 24 anys, front el 22,4% als majors de 65. Encara que de manera desigual, s'hi constata que la revitalització del basc avança a la tot el territori, especialment a Àlaba, en pujar del 7% al 19,2%. A Biscaia l'augment ha sigut del 16,5% al 27,6%. Guipúscoa és la província amb major nombre de bascoparlants, amb un 50,6%.
A Navarra, l'any 2018 un 22,1% dels navarresos tenien coneixements de basc; a la zona bascòfona representaven el 71,5%, a la zona mitxa, el 21,8%, i a la zona no bascòfona, el 6,4%. El curs 2018-2019 la distribució de l'alumnat per model lingüístic era la següent: 61,25% al model G (només castellà), 24,64% al model D (basc amb l'assignatura de castellà), 13,95% al model A (castellà amb l'assignatura de basc) i 0,16% al B (igual proporció de basc i castellà). El 38% dels nous alumnes que arriben a la UPNA (Universitat Pública de Navarra) des de batxillerat saben basc.
També al País Basc del Nord s'hi comença a observar una certa millora, tot i que la llengua va continuar el seu retrocés relatiu passant del 21,4% al 20,5% entre 2011 i 2016, la regressió minora el seu ritme pel lleuger augment del coneixement entre la població jove. De fet, en un estudi del sociòleg Eguzki Urteaga (2019), el basc està començant a mostrar signes de clar dinamisme entre el jovent, en un context o tota la resta de llengües minoritzades a França decauen ràpidament a causa de què les darreres generacions de 1920 i 1930 que les parlaven de forma majoritària han anat morint, però en canvi el basc hauria passat en cinc anys de 73.000 a 74.000 parlants, essent l'única llengua que no només no decreix sinó que augmenta el nombre de parlants (en aquest cas en termes absoluts, encara que no relatius): un 20,5% dels habitants parlen basc i un 9,3% es defineixen com a parlants passius (l'entenen, però parlen francès). A la comunitat autònoma basca el nombre de parlants és el 33,9% i el de parlants passius el 19,1%, i les distàncies es van reduint com més va més. La progressió és d'un 4,7% anual, atès que l'estudi només contempla majors de 16 anys, i de mica en mica el nou alumnat de les ikastoles va arribant a aquesta edat. L'augment d'alumnat, que fa créixer les persones que s'incorporen a l'enquesta, i la voluntat de parlar la llengua i el sentiment de pertinença s'apunten com a principals factors del creixement.

## Euskaltzaindia(Reial Acadèmia de la Llengua Basca)
Creada el 1919. Des de la dècada del 1960 coordina un esforç de normalització basant-se en la tradició escrita d'aquest idioma i en els elements comuns als diversos dialectes, donant com a resultat l'euskara batua (basc unificat). El seu lema és Ekin eta jarrai ("Començar i continuar").
Llengua cooficial des del 1982 al País Basc. A Navarra, la seva situació està regulada per la Llei del Basc, que divideix la Comunitat Foral en tres regions (bascòfona, on és oficial, no bascòfona i mixta). A França, el basc, com altres llengües minoritàries, no ha estat mai reconegut de manera oficial.

### Nom de la llengua
La forma euskera (dels dialectes guipuscoà, biscaí i alt-navarrès) és més usada que el terme basc entre els castellanoparlants bascos i és l'adoptada en el Diccionari de la Reial Acadèmia de la Llengua Espanyola. En canvi, en batua se l'anomena únicament euskara (la més comuna en els dialectes centrals). També, segons la regió, se l'anomena euskala, eskuara, eskuera, eskara, eskera, eskoara, euskiera, auskera, oskara, uskera, uskaa, uska o üskara.

## Dialectes del basc

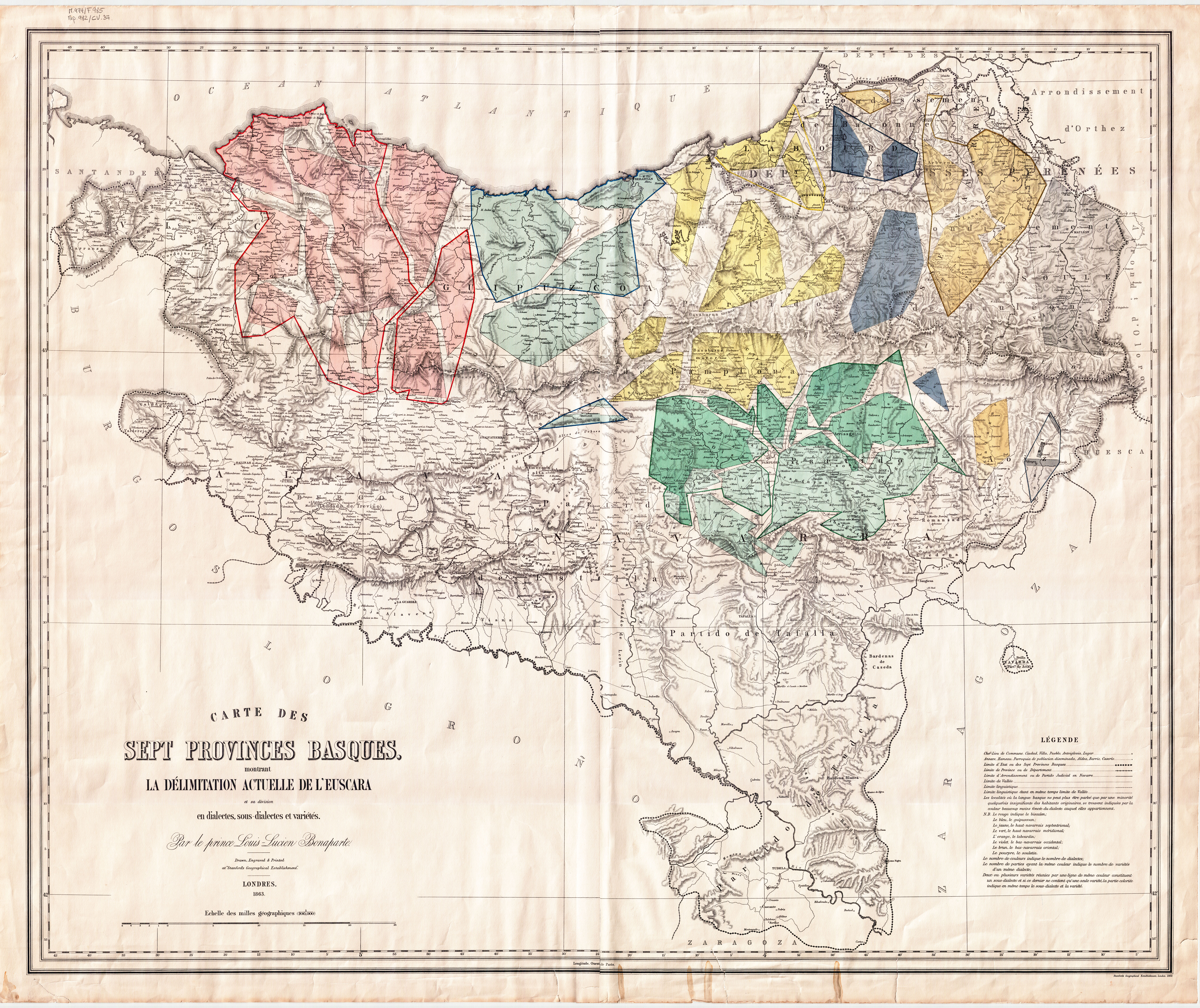
Distribució dialectal segons Louis Lucien Bonaparte el 1869.

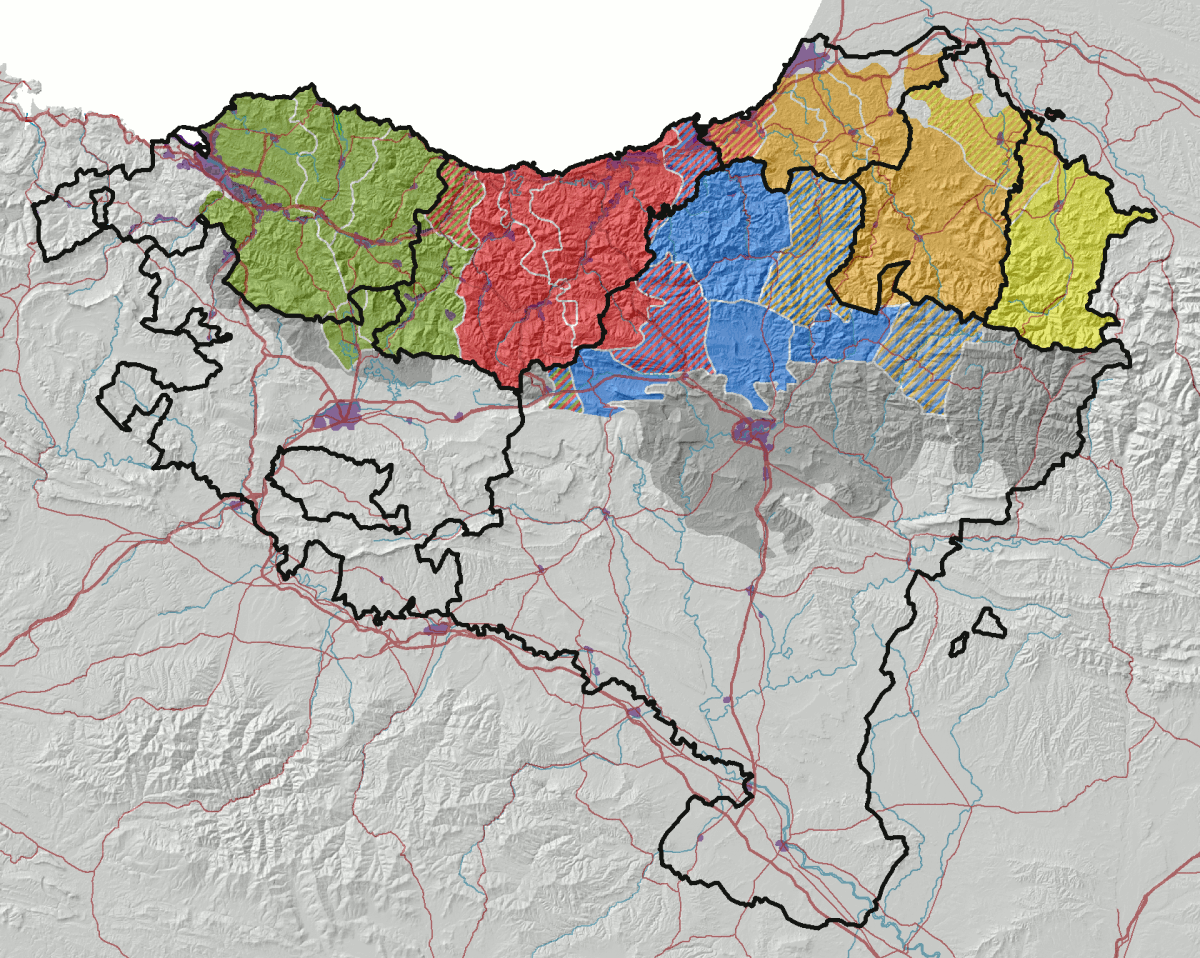
Distribució actual dels 5 dialectes del basc, segons Koldo Zuazo:
Occidental (Mendebalekoa)
Central (Erdialdekoa)
Navarrès (Nafarra)
Navarrès-labortà (Nafar-lapurtarra)
Suletí (Zuberotarra)
Zones hispanòfones que eren bascòfones al (d'acord amb el mapa de Louis Lucien Bonaparte)

Els dialectes del basc són varietats lingüístiques amb diferències en la pronunciació, vocabulari i gramàtica, cadascun entre els altres i entre l'euskara batua o basc unificat. Es distingeixen històricament entre 6 i 9 dialectes bascos:
- Biscaí o Occidental
- Guipuscoà o Central
- Alt navarrès (Nord i Sud)
- Baix navarrès (Est i Oest)
- Labortà
- Suletí

Els límits d'aquests no coincideixen directament amb les actuals fronteres polítiques o administratives. No obstant això, els límits entre el dialecte biscaí, guipuscoà i l'alt navarrès mostren certa relació amb algunes fronteres pre-romanes tribals entre els caristis, vàrduls i vascons.
Els dialectes moderns del basc mostren un alt grau de divergència dialectal. No obstant això, l'encreuament de la comunicació dialectal sense previ coneixement de qualsevol usant basc batua o un altre dialecte sol ser possible en una mesura raonable amb la notable excepció del suletí, que és considerat com el dialecte del basc més divergent.
Els noms per a l'idioma en els dialectes del basc, són un exemple en certa manera de la fragmentació dialectal de la zona basca. Les formes més divergents es troben generalment en els dialectes orientals.
El 1998 el lingüista Koldo Zuazo va realitzar una renovació de la distribució dels dialectes, basant-se en criteris desconeguts o ignorats pels anteriors autors. Aquesta classificació moderna divideix al basc en sis dialectes (en basc anomenats euskalkiak): dialecte occidental, dialecte central, navarrès, navarrès oriental, navarrès-labortà i suletí. Bonaparte considerava el dialecte roncalès un subdialecte del suletí ("suletí espanyol"), mentre que Azkue el va classificar com a dialecte diferenciat. Aquesta variant parlada antigament als set pobles de la vall de Roncal (Navarra), va desaparèixer definitivament el 1991 amb la mort de Fidela Bernat, la seva última parlant. Es podria parlar també d'un dialecte alabès, avui dia extint, encara que per la toponímia i els testimoniatges escrits que es coneixen sabem que era molt semblant al dialecte occidental. La principal font d'informació del basc parlat a Àlaba és avui dia el recentment descobert manuscrit de Juan Pérez de Lazarraga (segle xvi), ja que es tracta del testimoniatge escrit més complet.
Els mapes es realitzen unint en grups les parles amb coincidències generals, ja que el basc es caracteritza per la seva varietat en girs i accents. Les diferències es poden apreciar d'una localitat a una altra, i fins i tot d'un barri a un altre. Per exemple, si prenem la paraula ogia (el pa), al llarg dels territoris bascoparlants trobarem variants de la mateixa paraula com ogiya, ogiye, ogixa, ogixe, uía, uíe, uíxe, oía, etc.
Les diferències fonològiques, morfosintàctiques i lèxiques entre dos dialectes geogràficament distants poden ser tantes com les que existeixen entre el català i el castellà. Aquest és el cas del biscaí (extrem occidental) i del suletí (extrem oriental), que es caracteritzen per la seva llunyania respecte als altres dialectes, i que són parlats precisament en els dos extrems del domini lingüístic del basc. Així i tot, per a la majoria dels bascoparlants parlar dialectes diferents no és un obstacle insalvable per entendre's. D'altra banda, la intel·ligibilitat mútua pot dependre, a més de la distància geogràfica, del costum i el "do de llengües" dels parlants, a més del nivell d'escolarització i del consegüent coneixement de la pròpia llengua més enllà del registre col·loquial. Un cas il·lustratiu pot ser el del biscaí: un bascoparlant navarrès, per exemple, pot entendre sense grans dificultats a algú que parla una varietat occidental, gràcies al fet que no li són estranyes les paraules que utilitza, les quals ha pogut llegir en els llibres i usar-les en un registre formal. A més, el bascoparlant navarrès pot acostumar-se a escoltar basc biscaí en els mitjans de difusió i fer-se entendre amb interlocutors biscains, parlant cadascun en el seu respectiu dialecte, sense excessives complicacions. Això, dit està, depèn de la predisposició, pronunciació, o nivell cultural dels interlocutors. Aquestes situacions són habituals en llengües que es caracteritzen per la seva diversitat dialectal, com són els casos de l'alemany i l'italià.
Referent a això, el lingüista Koldo Mitxelena opina que 
| « | La discussió és més aviat ociosa quan no s'arbitri una tècnica que permeti donar-li una resposta precisa, quantitativa. L'estimació d'aquesta magnitud és, a més, relativa per necessitat: per a un lingüista, per exemple, les diferències no són grans i, si el lingüista és un comparatista, les trobarà fins i tot desesperadament petites. El mateix criteri de possibilitat de comprensió mútua entre parlants de varietats diferents, que és al que amb més freqüència se sol apel·lar, és de dubtós valor. La comunicació mútua depèn en alt grau del "do de llengües", aquesta capacitat peculiar feta de versatilitat i mimetisme, dels interlocutors en contacte. És sabut, d'altra banda, que [el que] en una primera trobada resulta inintel·ligible arriba a ser comprensible i fins a clar després d'un període més o menys llarg d'acomodació i aprenentatge. Sobre el passat de la llengua basca, 1964, p.18 | » |

Moltes persones han après principalment el basc unificat, amb major o menor influència de la parla de la seva regió. Encara que l'euskara batua és la versió oficial de l'idioma, els dialectes són molt utilitzats en les ràdios i publicacions locals, amb l'objectiu d'apropar-se més al llenguatge quotidià. En els casos del dialecte occidental i del suletí, també estan presents en l'ensenyament i la mateixa acadèmia ha dictat normes sobre la seva escriptura. Això no es contraposa a l'ús del basc batua, puix es considera que la convivència entre els dialectes i el basc estàndard és una condició indispensable per garantir la vitalitat de la llengua.
Per les condicions històriques en les quals la literatura basca s'ha desenvolupat, la comunitat lingüística no ha disposat d'un únic model per a l'ús escrit, sinó diversos, que no podent imposar-se completament a la resta, s'han anat desenvolupant paral·lelament des del segle xvi. En els manuals d'història de la literatura basca es parla dels "dialectes literaris" guipuscoà, biscaí, labortà i suletí, ja que aquests són els més utilitzats en la producció literària. Tant el guipuscoà al sud dels Pirineus, com el labortà al nord, han estat durant segles els més utilitzats com a estàndard, i són varietats que van guanyar cert prestigi a les seves àrees d'influència, sent referencials a l'hora d'emprendre el projecte de la unificació en els anys 60.
Labortà
"Alabainan Jainkoak altean du mundua maithatu, non bere Seme bekharra eman baitu, hunen baithan sinhesten duen nihor ez dadien gal, aitzitik izan dezan bethiko bizitzea"
Suletí
"Zeren Jinkoak hain du maithatü mundia, nun eman beitü bere Seme bekhotxa, amorekatik hartan sinhesten dian gizoneratik batere eztadin gal, bena ükhen dezan bethiereko bizitzia"
Guipuscoà
"Zergatik ain maite izan du Jaungoikoak mundua, non eman duen bere Seme Bakarra beragan fedea duan guzia galdu ez dedin, baizik izan dezan betiko bizia"

## Gramàtica
La gramàtica de l'èuscar o gramàtica basca és molt original i molt diferenciada respecte de les llengües indoeuropees que envolten la zona bascòfona, encara més que el vocabulari, tres quartes parts del qual prové de llengües diferents de l'èuscar. A més el verb basc també és molt peculiar (es presenta en un article separat).
El grup nominal basc o sintagma s'estructura de manera bastant diferent de les frases de la majoria de les llengües indoeuropees. Els determinants i quantificadors tenen un paper fonamental en l'estructura de la frase basca. Els elements clau que anomenem "articles" es consideren com un subconjunt dels determinants.

## Vocabulari i frases
Vegeu Basc a Viquillibres